# Tina Manker
Tina Manker (Ludwigsfelde, RDA, 3 de marzo de 1989) es una deportista alemana que compitió en remo.
Ganó dos medallas en el Campeonato Mundial de Remo, en los años 2010 y 2011, y una medalla de plata en el Campeonato Europeo de Remo de 2010.

## Palmarés internacional
| Campeonato Mundial | Campeonato Mundial          | Campeonato Mundial | Campeonato Mundial |
| Año                | Lugar                       | Medalla            | Prueba             |
| ------------------ | --------------------------- | ------------------ | ------------------ |
| 2010               | Cambridge (Nueva Zelanda)   | Medalla de bronce  | Cuatro scull       |
| 2011               | Bled (Eslovenia)            | Medalla de oro     | Cuatro scull       |
| Campeonato Europeo |                             |                    |                    |
| Año                | Lugar                       | Medalla            | Prueba             |
| 2010               | Montemor-o-Velho (Portugal) | Medalla de plata   | Cuatro scull       |